# 宮崎町 (千葉市)
宮崎町（みやざきちょう）は、千葉県千葉市中央区にある町丁。郵便番号は260-0805。

## 地理
千葉市中央区の中央部に位置しており、中央区松ケ丘町、大森町、白旗、宮崎、千葉寺町と隣接する。

## 歴史

### 地名の由来
少なくとも元禄年間から存在する歴史の長い地名であるが、地名の由来については明らかになっていない。

### 沿革
- 1937年（昭和12年）2月11日 - 蘇我町の合併に伴い千葉市の一部となる。
- 1992年（平成4年）4月1日 - 千葉市が政令指定都市へ移行し、中央区の一部となる。

## 世帯数と人口
2021年（令和3年）3月末現在の世帯数と人口は以下の通りである。
| 世帯数    | 人口    |
| --------- | ------- |
| 7,919世帯 | 3,463人 |

## 小・中学校の学区
市立小・中学校に通う場合、学区は以下4通りとなる。
|   | 小学校               | 中学校               |
| - | -------------------- | -------------------- |
| 1 | 千葉市立大森小学校   | 千葉市立蘇我中学校   |
| 2 | 千葉市立宮崎小学校   | 千葉市立蘇我中学校   |
| 3 | 千葉市立松ケ丘小学校 | 千葉市立松ケ丘中学校 |
| 4 | 千葉市立大森小学校   | 千葉市立松ケ丘中学校 |

## 交通
- 京成千原線：大森台駅（大部分は大森町に位置する。）
- 京葉道路
- 国道16号千葉バイパス
- 青葉の森通り

## 施設
- 宮崎神社